# Josef Firmans (1827)
Josef Firmans (* 22. Juni 1827 in Aachen; † 6. Januar 1891 in Berlin) war ein deutscher Schauspieler, Regisseur und Theaterdirektor.

## Leben
Josef Firmans war der Sohn des Aachener Gerbers Nicolaus Firmans und dessen Ehefrau Maria Josefa, geb. Vassen. Er debütierte als Schauspieler 1851 in Barmen. Er war danach in Köln, Königsberg, Oldenburg, Bern, Lemberg, Passau, Amsterdam und Chemnitz engagiert. Zuletzt ging er nach Berlin. Dort heiratete er 1875 Laura Maria Reissmüller und war an Kroll's Theater tätig, bevor er 1879 an das Luisenstädtische Theater ging. Dort leitete er die sogenannte Sommeroper und übernahm bis 1887 die Direktion. Am 1. April 1896 wurde er Eigentümer und Direktor des Thalia-Theaters in Potsdam, in dem während der Wintersaison Opern und Operetten, Schauspiele und Possen gezeigt wurden.